# 綠靴子

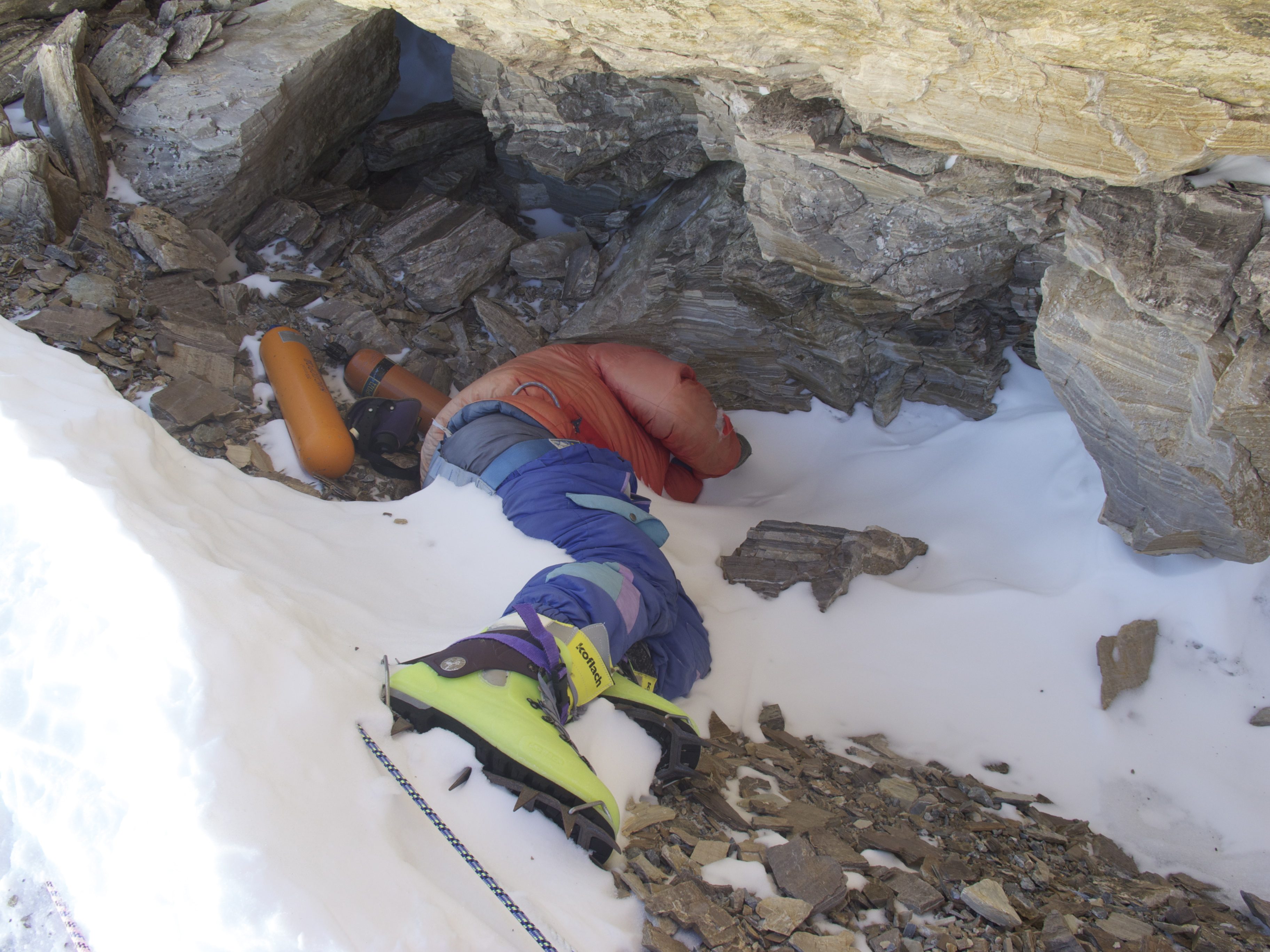
由珠穆朗瑪峰登山者所拍攝的綠靴子照片。

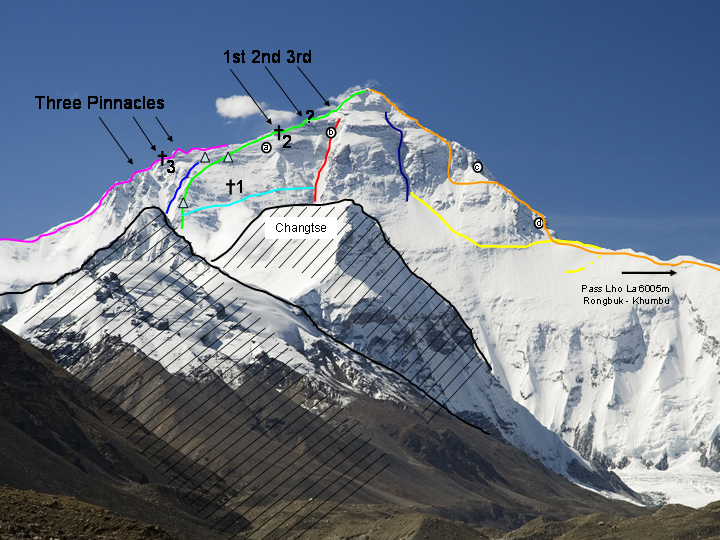
珠穆北面。綠靴子所在處標為†2

綠靴子（英語：Green Boots）為一具身份不明的珠穆朗瑪峰登山者遺體，並成為珠穆朗瑪峰東北嶺登山路線上的顯著地標。雖然這名登山客的身份尚未得到官方確認，但據信其身份可能為1996年死於珠穆朗瑪峰的印度登山者澤旺·帕卓。「綠靴子」名稱源自於死者所穿的綠色Koflach登山靴。所有從北側攀登的遠征隊，皆能夠看見這具遺體，蜷曲於海拔8,500米（27,900英尺）的石灰岩山洞中。2006年，另一位登山者大衛·夏普在獨自攀登珠穆朗瑪峰時死於同一個山洞中，被稱為「綠靴洞」（Green Boots' Cave）。
2014年5月，據報綠靴子已經不見蹤影，推測可能已移走並埋葬。2017年，隨著更多登山者返回現場，依據攀登至第二階平臺的登山者說法，這具遺體於海拔8,500公尺處再度被發現，可能已被少許石頭覆蓋。